# Edward Ochab

Edward Ochab

Edward Mieczysław Ochab (Krakau, 16 augustus 1906 - Warschau, 1 mei 1989) was een Pools staatsman.
In de jaren '20 studeerde Ochab enkele jaren economie aan de Handelshogeschool van Krakau. Sedert 1925 werkte hij voor het vakbondswezen. Ochab volgde korte tijd een officiersopleiding, maar werd in 1928 om zijn linkse sympathieën geschorst.
In 1929 sloot Ochab zich aan bij de Poolse Communistische Partij. Hij werd enkele malen om zijn communistische activiteiten gearresteerd. Tussen 1935 en 1937 vervulde hij hoge functies binnen de (illegale) Poolse Communistische Partij.
Na de Duitse inval in Polen werd Ochab gearresteerd en door de bezetter tot 10 jaar gevangenisstraf veroordeeld. Ochab wist echter te ontsnappen naar de Sovjet-Unie.
In 1944 keerde hij als militair van het Eerste Poolse Leger naar Polen terug en vocht rond Warschau tegen de Duitsers. Ochab werd vervolgens in het Centrale Comité van de Poolse Arbeiderspartij (PPR; sinds 1948 Poolse Verenigde Arbeiderspartij geheten) gekozen. In 1948 werd hij kandidaat-lid van het Politbureau van de partij. Ochab werd viceminister van Openbaar Onderwijs en was sinds 1949 viceminister van Defensie en chef van de politieke afdeling van het Poolse leger. In 1950 werd hij voorzitter van de Poolse Eenheidsvakbond en in 1952 werd hij volwaardig lid van het Politbureau.
Ochab stond bekend als een gematigd stalinist. Van maart tot oktober 1956 was hij secretaris-generaal van de Poolse Verenigde Arbeiderspartij (PZPR). Na de machtsovername door Władysław Gomułka in oktober 1956 verloor hij zijn leidinggevende functies. In 1960 werd hij echter benoemd tot secretaris van het Centrale Comité van de Poolse Verenigde Arbeiderspartij.
Van augustus 1964 tot april 1968 was Edward Ochab Voorzitter van de Staatsraad (dat wil zeggen president) als opvolger van Aleksander Zawadzki.